# Rhaphuma gilvitarsis
Rhaphuma gilvitarsis är en skalbaggsart som beskrevs av Holzschuh 1992. Rhaphuma gilvitarsis ingår i släktet Rhaphuma och familjen långhorningar. Inga underarter finns listade i Catalogue of Life.